# Kurtaczek modroskrzydły
Kurtaczek modroskrzydły (Pitta moluccensis) – gatunek małego ptaka z rodziny kurtaczków (Pittidae). Gatunek wędrowny. Lęgi wyprowadza w południowo-wschodniej Azji. Zimuje w Indonezji. Nie zagraża mu wyginięcie.

## Taksonomia
Gatunek opisał po raz pierwszy Philipp Ludwig Statius Müller w roku 1776 pod nazwą Turdus moluccensis; holotyp pochodził z Moluków. Kurtaczek modroskrzydły tworzy nadgatunek wraz z kurtaczkiem bengalskim (P. brachyura), kurtaczkiem bladym (P. nympha) oraz kurtaczkiem namorzynowym (P. megarhyncha). Monotypowy.

## Morfologia
Długość ciała wynosi 18–20 cm, masa ciała 54–146 g. Głowa czarniawa, z wierzchu płowa z cienkim czarnym paskiem biegnącym wzdłuż niej. Wierzch ciała ciemnozielony, jedynie kuper turkusowy. Czarne sterówki posiadają niebieskozielone zakończenia. Część pokryw skrzydłowych turkusowa. Lotki I rzędu czarne, przebiega przez nie biały pas. Gardło białe. Pozostała część spodu ciała płowocynamonowa, od centrum brzucha do pokryw podogonowych płowa. Tęczówka czerwonobrązowa do ciemnobrązowej, nogi i stopy czarne. Dziób czarniawy. Niektóre osobniki z wierzchu ciała posiadają szare pasy (41% spośród zbadanych 238 osobników obu płci). Osobniki młodociane cechują ciemniejsze upierzenie i brak barwy czerwonej na spodzie ciała.

## Zasięg występowania
Jeden z czterech wędrownych gatunków kurtaczków. Tereny lęgowe rozciągają się od południowej i wschodniej Mjanmy i południowych Chin do Tajlandii, Laosu, Kambodży i Wietnamu, gniazduje także na wyspach Langkawi. Zimuje na Sumatrze i Borneo. W południowej części Półwyspu Malajskiego oraz południowej części prowincji Taninthayi (Birma) prawdopodobnie osiadły.
Kurtaczek modroskrzydły zasiedla różnorodne środowiska, zarówno wilgotne jak i suche lasy niezależnie od gęstości runa, lasy mieszane, zarośla krzewów, bambusów, namorzyny, plantacje, a w trakcie migracji spotyka się go także w parkach i ogrodach. Tereny lęgowe opuszcza we wrześniu, powraca późnym marcem. Dane za rok 2003 czterokrotnie odnotowywały jego obecność w północno-zachodniej Australii. Doniesiono także o pojawieniu się gatunku na wyspach Palawan i Basilan oraz w archipelagu Sulu (Filipiny), na północnym Celebesie oraz Wyspie Bożego Narodzenia.

## Pożywienie
P. moluccensis żywi się różnymi bezkręgowcami, jak żukowate (Scarabaeidae), szarańczowate (Acrididae), osowate (Vespidae), mrówki, świetlikowate (Lampyridae) i wtykowate (Coreidae), zjada także ślimaki, kraby, krewetki, dżdżownice i pająki. Przy rozbijaniu muszli ślimaczych używa kamienia jako „kuźni”.

## Lęgi

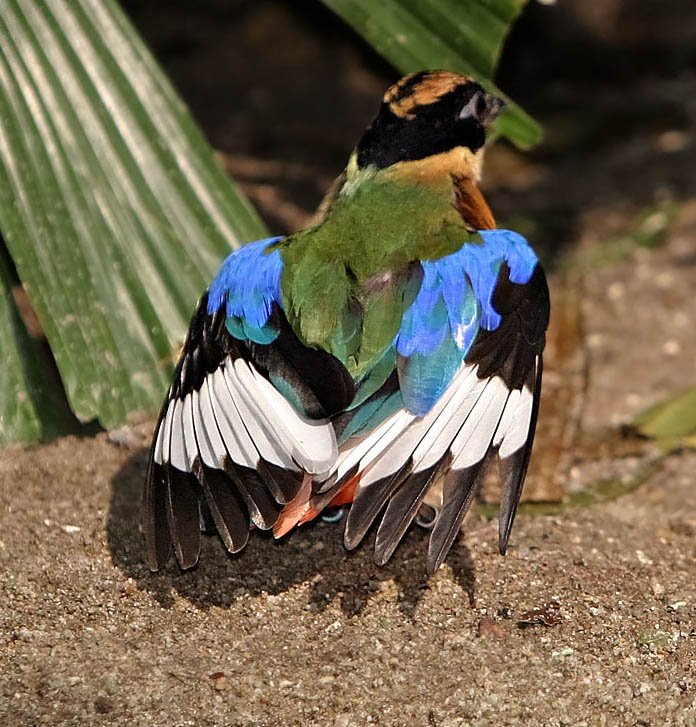
Widoczny szeroki biały pas na lotkach I rzędu

Okres lęgowy trwa od kwietnia do sierpnia. Gniazdo stanowi niestaranna kulista konstrukcja z patyków, liści (często bambusowych) oraz korzeni. Wyściółkę tworzą włókna roślinne. Zazwyczaj zbudowane jest na ziemi, niekiedy do 4 m nad ziemią, na drzewie lub palmie. W lęgu 3–7 jaj, zwykle 4–5; ich średnie wymiary wynoszą 26×21 mm. Oba ptaki z pary biorą udział w inkubacji, trwającej w niewoli 18 dni. Brak informacji na temat opieki nad młodymi. Największa odnotowana długość życia na wolności wynosi 5 lat i 7 miesięcy.

## Status
Przez IUCN gatunek klasyfikowany jest jako najmniejszej troski (LC, Least Concern) nieprzerwanie od 1988 roku. Występuje pospolicie lub lokalnie pospolicie; w Chinach rzadki. W Tajlandii w latach 80. XX wieku oszacowano zagęszczenie na 10 par/km². Na Borneo kilkukrotnie odnotowano osobniki w kondycji lęgowej. Występuje na kilku obszarach chronionych, są to m.in. Park Narodowy Khao Yai, Park Narodowy Kaeng Krachan (Tajlandia), Park Narodowy Cát Tiên (Wietnam) oraz Rezerwat przyrody Bukit Timah (Singapur). Trend liczebności populacji jest oceniany jako spadkowy.